# Cleonir Paulo Dalbosco
Cleonir Paulo Dalbosco OFMCap (* 25. September 1970 in Barros Cassal, Rio Grande do Sul) ist ein brasilianischer Ordensgeistlicher und römisch-katholischer Bischof von Bagé.

## Leben
Cleonir Paulo Dalbosco trat der Ordensgemeinschaft der Kapuziner bei und legte am 25. Januar 1994 die Profess ab. Am 20. Februar 1999 empfing er das Sakrament der Priesterweihe.
Zusätzlich zu seinen theologischen und philosophischen Studien absolvierte Cleonir Paulo Dalbosco ein Studium der Betriebswirtschaftslehre an der Universidade de Caxias do Sul. Als Priester übernahm er neben Aufgaben in der Pfarrseelsorge verschiedene Funktionen in der Provinzleitung seines Ordens. Von 2011 bis 2017 war er Provinzial und anschließend bis zu seiner Ernennung zum Bischof erneut in der Pfarrseelsorge im Bistum Caxias do Sul tätig.
Am 26. September 2018 ernannte ihn Papst Franziskus zum Bischof von Bagé. Der Bischof von Erexim, José Gislon OFMCap, spendete ihm am 1. Dezember desselben Jahres in der Kirche Nossa Senhora Medianeira seines Geburtsorts Barros Cassal die Bischofsweihe. Mitkonsekratoren waren der Erzbischof von Porto Alegre, Jaime Spengler OFM, und der Bischof von Cruz Alta, Adelar Baruffi. Die Amtseinführung im Bistum Bagé fand am 16. Dezember 2018 statt.